# Притуляны
Притуляны (словац. Prituľany) — село и одноимённая община в районе Гуменне Прешовского края Словакии. В письменных источниках начинает упоминаться с 1454 года.

## География
Село расположено в юго-восточной части края, в южной части Низких Бескид, при автодороге 3822. Абсолютная высота — 231 метр над уровнем моря. Площадь муниципалитета составляет 6,48 км².

## Население
| Год:                | 1994 | 2004     | 2014     | 2024     |
| ------------------- | ---- | -------- | -------- | -------- |
| Количество человек: | 86   | 66       | 54       | 37       |
| Разница:            |      | −23,25 % | −18,18 % | −31,48 % |

По данным последней официальной переписи 2011 года, численность населения Притулян составляла 64 человека.